# Amphineurus niveinervis
Amphineurus niveinervis là một loài ruồi trong họ Limoniidae. Chúng phân bố ở miền Australasia.